# Tíber (departamento)
El departamento del Tíber (en italiano, dipartimento del Tevere; en francés, département du Tibre) es un antiguo departamento situado en la actual región italiana del Lazio, creado por  la República Romana entre 1798 y 1799, cuya capital estaba en Roma.
Posteriormente con la anexión de los Estados Pontificios al Primer Imperio Francés, la nueva administración francesa recupera dicho departamento el 15 de julio de 1809 hasta su redenominación el 17 de febrero de 1810 como departamento de Roma.
El departamento tomaba su nombre del río Tíber, principal curso de agua de la zona.
Se encontraba dividido en los siguientes distritos (arrondissements) y cantones:
- Roma y sus cantones de: Ostia y Roma.
- Tívoli y sus cantones de: Monterotondo, Riofreddo, Subiaco y Tivoli
- Velletri y sus cantones de: Albano, Frascati, Palestrina y Velletri

- Datos: Q3528124